# Klub Sportowy Jastrzębski Węgiel 2014-2015
Questa voce raccoglie le informazioni riguardanti il Klub Sportowy Jastrzębski Węgiel nelle competizioni ufficiali della stagione 2014-2015.

## Organigramma societario
Area direttiva
- Presidente: Zdzisław Grodecki

Area tecnica
- Allenatore: Roberto Piazza
- Allenatore in seconda: Leszek Dejewski

## Rosa
| N° | Nome                  | Ruolo | Data di nascita  | Nazionalità sportiva |
| -- | --------------------- | ----- | ---------------- | -------------------- |
| 1  | Michał Łasko          | S/O   | 11 marzo 1981    | Italia               |
| 2  | Krzysztof Gierczyński | S     | 23 gennaio 1976  | Polonia              |
| 3  | Jakub Popiwczak       | L     | 16 aprile 1996   | Polonia              |
| 4  | Denys Kaliberda       | S     | 24 giugno 1990   | Germania             |
| 5  | Alen Pajenk           | C     | 23 aprile 1986   | Slovenia             |
| 6  | Mateusz Malinowski    | S/O   | 6 maggio 1992    | Polonia              |
| 7  | Michal Masný          | P     | 14 agosto 1979   | Slovacchia           |
| 8  | Mateusz Kańczok       | C     | 3 giugno 1993    | Polonia              |
| 9  | Patryk Czarnowski     | C     | 1º novembre 1985 | Polonia              |
| 10 | Grzegorz Kosok        | C     | 2 marzo 1986     | Polonia              |
| 11 | Zbigniew Bartman      | S     | 4 maggio 1987    | Polonia              |
| 12 | Konrad Formela        | S     | 8 marzo 1995     | Polonia              |
| 14 | Guillaume Quesque     | S     | 29 aprile 1989   | Francia              |
| 15 | Dimitris Filipov      | P     | 4 dicembre 1990  | Grecia               |
| 16 | Łukasz Wysocki        | C     | 12 gennaio 1996  | Polonia              |
| 17 | Radosław Gil          | P     | 25 gennaio 1997  | Polonia              |
| 18 | Damian Wojtaszek      | L     | 7 settembre 1988 | Polonia              |